# 빌라 바르바로
빌라 바르바로(이탈리아어: Villa Barbaro)는 이탈리아의 북동부에 자리한 베네토주의 마세르에 위치한 빌라이다. 빌라 디 마세르(Villa di Maser)라고도 불린다. 베네치아 공화국의 정치가 다니엘레 바르바로와 마르칸토니오 바르바로 형제를 위해서 이탈리아의 건축가 안드레아 팔라디오가 1550년경부터 1558년까지 설계하고 시공하였다. 파올로 베로네세가 프레스코를 맡았고 알렉산드로 비토리아(Alessandro Vittoria)가 조각을 담당하였다. 빌라 바르바로는 1996년에 ‘비첸차 시와 베네토 주의 팔라디오 빌라’(City of Vicenza and the Palladian Villas of the Veneto)에 포함되어 유네스코 세계유산으로 등록되었다.

## 사진

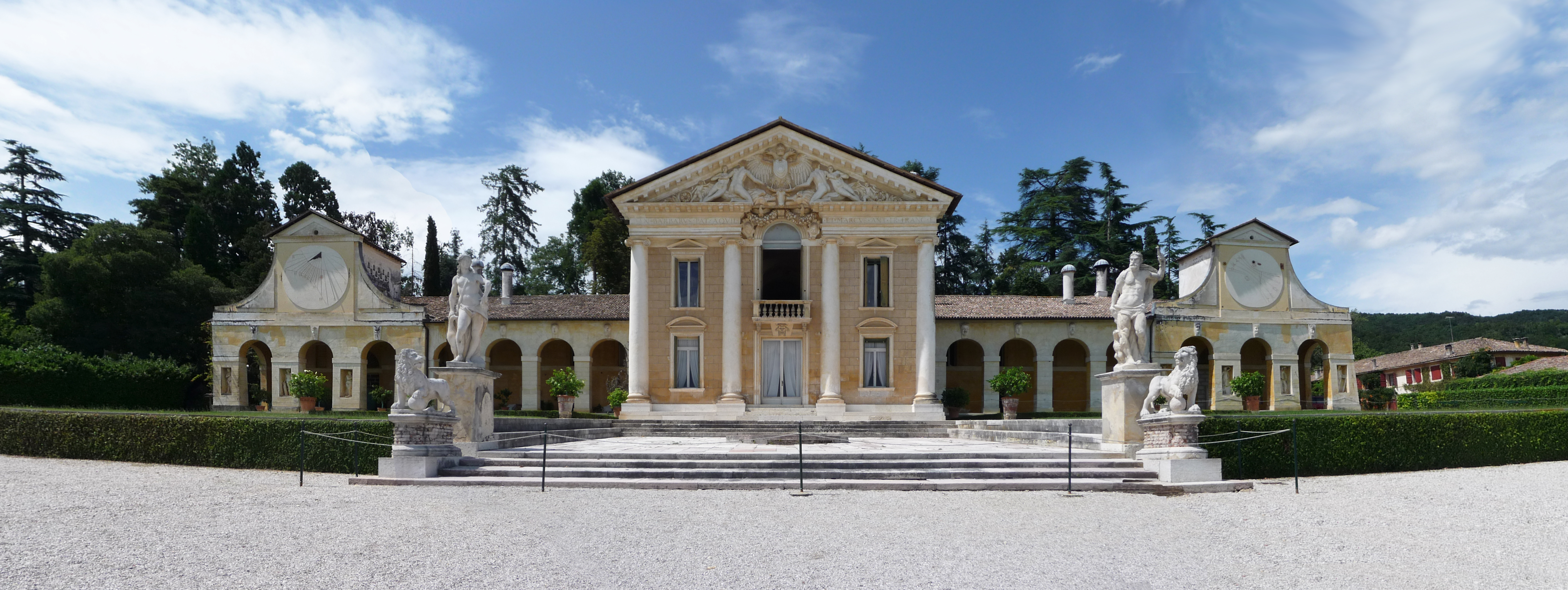
정면
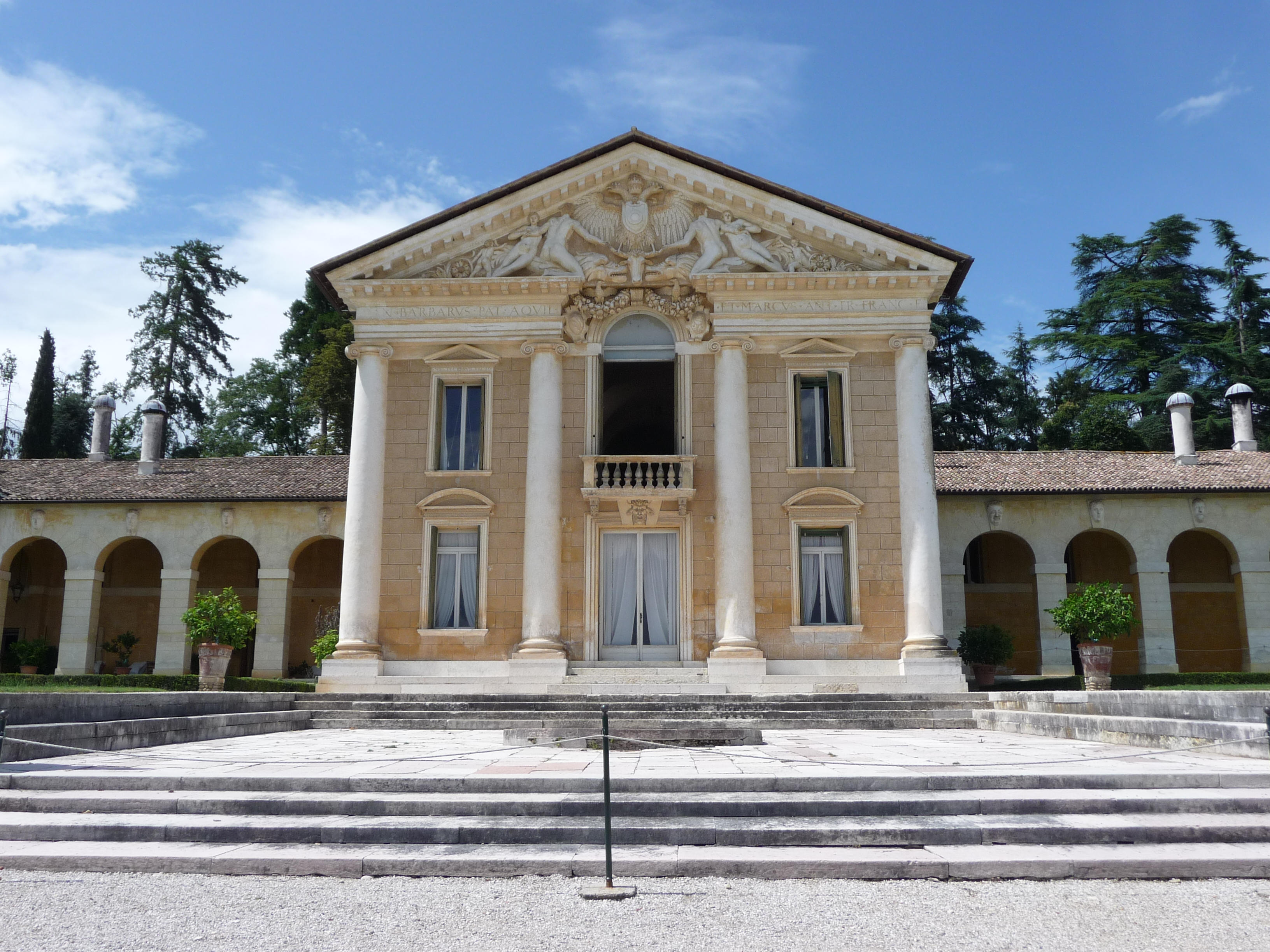
정면
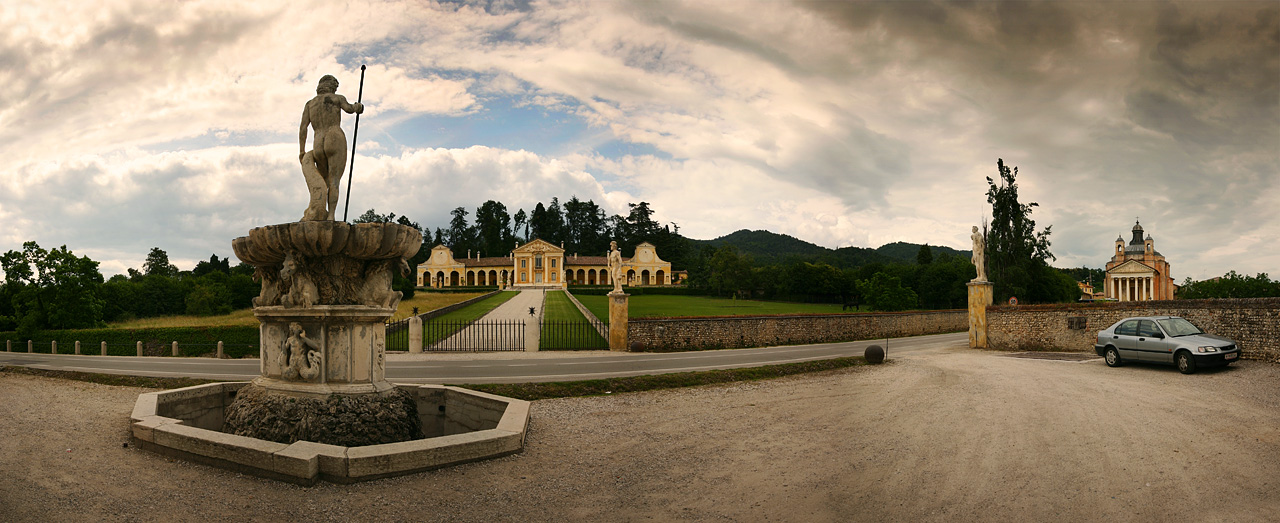
전경
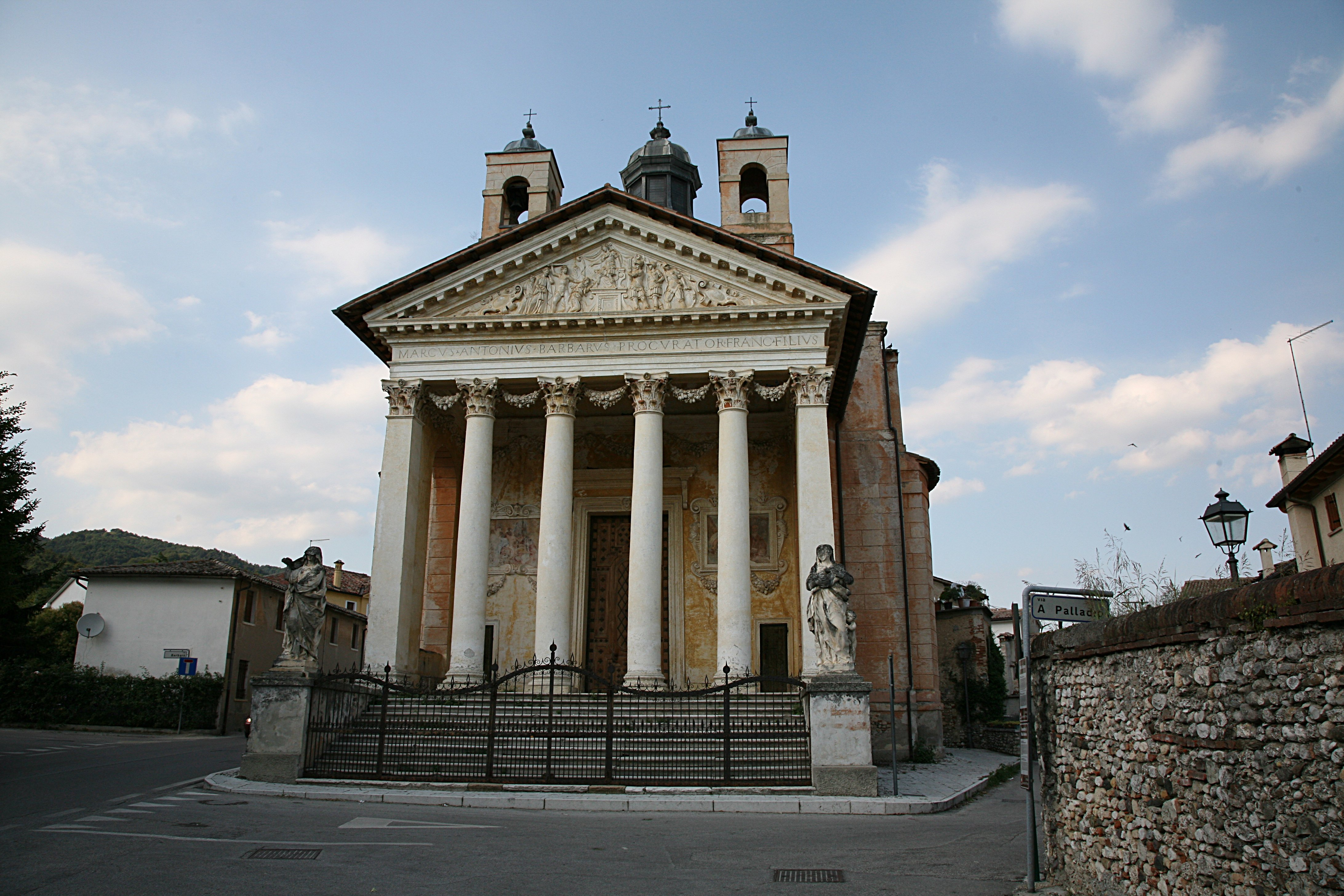
부속 교회
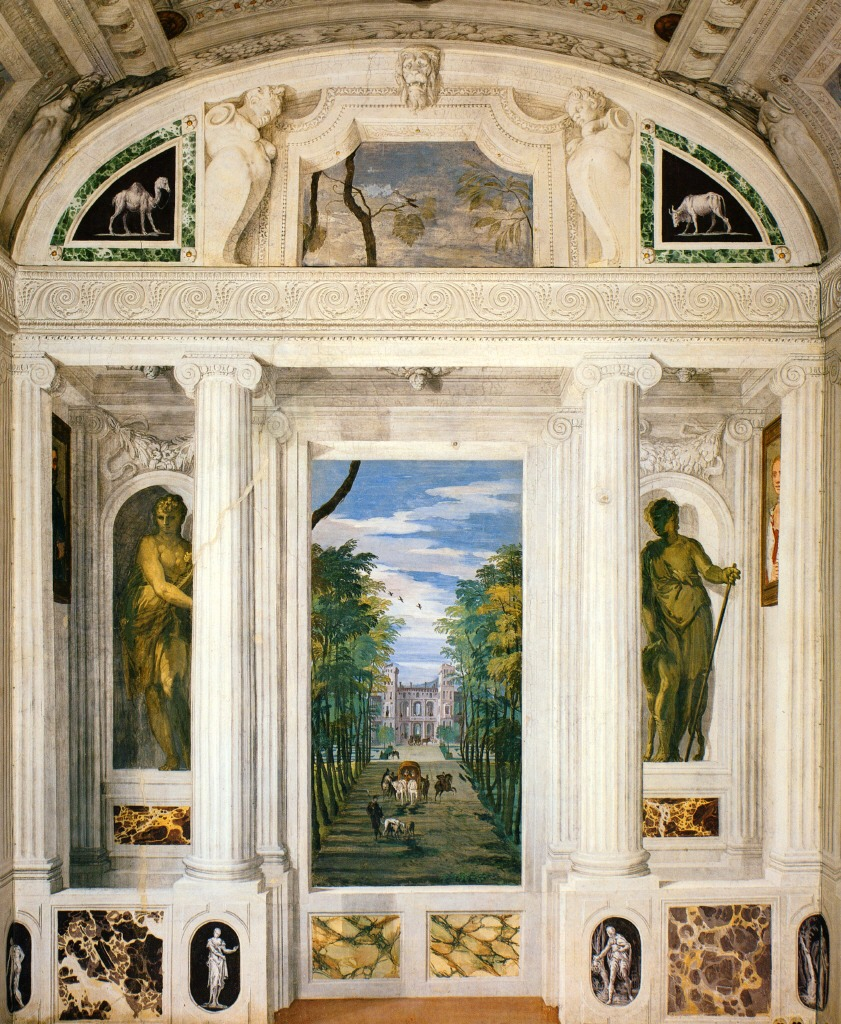
베로네세의 프레스코

## 같이 보기
- 다니엘레 바르바로
- 마르칸토니오 바르바로
- 안드레아 팔라디오
- 파올로 베로네세
- 알렉산드로 비토리아